# 骝马镇
骝马镇，是中华人民共和国四川省内江市资中县曾经下辖的一个镇。2019年12月，撤销骝马镇，将其所属行政区域划归双龙镇管辖。

## 行政区划
骝马镇撤销前下辖以下地区：
骝马场社区、刘家庙村、重峰村、香炉村、陡岩山村、金鼓村、饶钵村、永安村、五福村、海棠村、金钩村、芦茅村、同心村、中房村、红豆沟村、白鹤庙村、窑厂村、红牌村、三柏村和六角村。